# Sallèles-d’Aude
Sallèles-d’Aude település Franciaországban, Aude megyében. Lakosainak száma 3104 fő (2022. január 1.). Sallèles-d’Aude Argeliers, Cuxac-d’Aude, Ginestas, Mirepeisset, Moussan, Ouveillan és Saint-Marcel-sur-Aude községekkel határos.

## Népesség
A település népessége az elmúlt években az alábbi módon változott:
| Lakosok száma | 1801 | 1842 | 1659 | 2189 | 2794 | 2857 | 2922 | 3024 | 3039 | 3104 |
|               | 1968 | 1982 | 1990 | 2006 | 2013 | 2015 | 2017 | 2019 | 2020 | 2022 |